# 3C 191
3C 191 é um quasar localizado na constelação de Cancer.